# Portés disparus 2
Pour les articles homonymes, voir Portés disparus.
Série
Portés disparus
(1984) Portés disparus 3
(1988)
Pour plus de détails, voir Fiche technique et Distribution.
Portés disparus 2 (Missing in Action 2 : The Beginning) est un film américain réalisé par Lance Hool, sorti en 1985. Malgré son titre, il est la préquelle de Portés disparus. Portés disparus 3 lui est la suite du premier.

## Synopsis
1972, Viêt Nam. La section du colonel James Braddock est faite prisonnière dans un camp de torture dans la jungle. Pendant plusieurs semaines, les rescapés vont subir différentes tortures physiques et mentales, jusqu'à ce que le colonel Braddock arrive à s'en échapper et à vaincre le colonel Yin, un ignoble militaire.

## Fiche technique
- Titre français : Portés disparus 2
- Titre original : Missing in Action 2 : The Beginning
- Réalisation : Lance Hool
- Scénario : Steve Bing, Larry Levinson & Arthur Silver
- Musique : Brian May
- Photographie : Jorge Stahl Jr.
- Montage : Mark Conte & Marcus Manton
- Production : Menahem Golan & Yoram Globus
- Société de production et de distribution : Cannon Group
- Pays :  États-Unis
- Langue : Anglais
- Format : Couleur - Mono - 35 mm - 1.85:1
- Genre : Action
- Durée : 96 min
- Budget : 2 410 000 $[1].
- Date de sortie française : 6 novembre 1985
- Toujours indisponible en DVD
- Affiche : Jean Mascii (France)

## Distribution
- Chuck Norris (VF : Bernard Tiphaine) : Le colonel James Braddock
- Soon-Tek Oh (VF : Vincent Violette) : Le colonel Yin
- Steven Williams (VF : Med Hondo) : Le capitaine David Nester
- Cosie Costa (VF : Maurice Sarfati) : Le lieutenant Anthony Mazilli
- Bennett Ohta (VF : Jacques Chevalier) : Le capitaine Ho
- John Wesley (VF : Georges Atlas) : Le sergent-chef Ernest Franklin
- Joe Michael Terry : Le caporal Lawrence Opelka
- Christopher Cary (VF : Hervé Jolly) : Clive Emerson
- Pierre Issot : François
- David Chung : Dou Chou
- Professor Toru Tanaka : Lao

## Box office
- Box office USA : 14 980 000 dollars[2].

## Anecdote
- On peut entendre la musique de Mad Max 2 à 51 min lors d'un instant pendant la mort du collègue de Braddock. Il s'agit du compositeur Brian May qui a composé les musiques de Mad Max et Mad Max 2.